# Candida milleri

Candida milleri es la especie de levadura más representativa que se encuentra en los ecosistemas de masa madre de tipo I. Hay una comparación de la región ITS y el dominio D1 / D2 de secuencias parciales del gen 26S rDNA, cariotipado, análisis de mtDNA-RFLP, análisis de microsatélites de dispersión de Intron Splice Site (ISS-PCR) y (GTG) 5, prueba de asimilación de diferentes Se investigaron los carbohidratos y la evaluación del metaboloma mediante análisis FT-IR en diecisiete cepas aisladas de cuatro empresas diferentes, así como en las cepas tipo CBS6897T y CBS5658T. La mayoría de los aislamientos se atribuyeron a C. milleri, incluso si también se confirmó una fuerte relación con C. humilis, particularmente para tres cepas. La caracterización genética mostró un alto grado de polimorfismo intraespecífico, ya que se discriminaron 12 genotipos diferentes. El número de cromosomas varió de 9 a 13 y su tamaño varió de menos de 0,3 a más de 2 Mbp. Los rasgos fenotípicos permiten reconocer 9 perfiles diferentes de asimilación de fuentes de carbono. Los espectros FT-IR de células de levadura cultivadas en diferentes medios y recolectadas en diferentes fases de crecimiento revelaron una diversidad de comportamiento entre las cepas de acuerdo con los resultados de la toma de huellas dactilares basada en PCR.